# Под палящим солнцем
«Под палящим солнцем» (узб. Жазирама қуёш тиғида) — советский чёрно-белый широкоэкранный художественный фильм 1970 года, снятый режиссёром Альбертом Хачатуровым на киностудии «Узбекфильм».
Премьера фильма состоялась 26 октября 1971 года. В СССР фильм посмотрело 3,2 млн зрителей.

## Сюжет
Старый хлопковод Ярмат-ата помогает молодому директору совхоза и его семье освоить новые земли. Во время работ происходит конфликт с зятем Шарифом, который обвиняет директора в несчастном случае сына Ярмата. Однако молодая жена Рисолат стоит на стороне директора, что приводит к уходу Шарифа. Ярмат помогает завершить урожай и уезжает на новое место, чтобы помочь и там с выращиванием урожая.

## В ролях
- Наби Рахимов — Ярмат-ата (дублировал Борис Баташов)
- Джавлон Хамраев — Усман Арсланов (дублировал Виктор Рождественский)
- Валентина Гришокина — Мария (дублировала Данута Столярская)
- Туган Режаметов — Шариф (дублировал Станислав Корнеев)
- Амина Умурзакова — Айша (дублировала Вера Енютина)
- Тамара Шакирова
- Раджаб Адашев — Кувандык (дублировал Александр Фриденталь)
- К. Алимджанов — Сатывалды (дублировал Владимир Прохоров)
- Санат Диванов — Расулаев (дублировал Виктор Файнлейб)
- Максуда Фахритдинова — Русолат (дублировала Нелли Пянтковская)

## Съёмочная группа
- Режиссёр: Альберт Хачатуров
- Сценарист: Файзулла Ходжаев
- Оператор: Абдурахим Исмаилов
- Композитор: Румиль Вильданов
- Художник: Нариман Рахимбаев